# Syrianos
Syrianos (altgriechisch Συριανός Syrianós; † um 437 in Athen) war ein spätantiker griechischer Philosoph der neuplatonischen Richtung. Er leitete etwa fünf Jahre lang die neuplatonische Philosophenschule in Athen.

## Leben
Aus dem Leben des Syrianos ist wenig bekannt. Er war Sohn eines ansonsten unbekannten Philoxenos und stammte aus Alexandria. Dort legte er wohl die Grundlagen seiner Bildung. Dann begab er sich nach Athen, um an der dortigen neuplatonischen Philosophenschule bei Plutarch zu studieren. Plutarch war der Gründer dieser Schule, die die Tradition der Platonischen Akademie erneuerte, und ihr erster Leiter (Scholarch). Als er sich wegen seines hohen Alters von der Lehrtätigkeit weitgehend zurückzog, übernahm Syrianos den Unterricht. Schließlich wurde Syrianos um 432 nach Plutarchs Tod Scholarch.
Syrianos bewohnte in Athen das Haus, das zugleich Sitz der Schule war. Im Unterricht behandelte er erst sämtliche Lehrschriften (Pragmatien) des Aristoteles zwecks Einführung in die philosophische Arbeit und wendete sich dann nach dieser Vorbereitung den Dialogen Platons zu. Zusätzlich zog er orphisches Schrifttum und die in neuplatonischen Kreisen beliebten Chaldäischen Orakel heran. Außerdem lehrte er auch Rhetorik. Sein prominentester Schüler und ein enger Freund war Proklos, der sein Nachfolger als Scholarch wurde. Ein anderer Schüler war Domninos von Larisa, der eine Einführung in die Arithmetik verfasste. Syrianos starb um 437.

## Werke
Von den Schriften des Syrianos ist nur wenig erhalten geblieben: Kommentare zu zwei Abhandlungen des Rhetors Hermogenes von Tarsos und ein möglicherweise unvollständig überlieferter Kommentar zu (mindestens) vier Büchern der Metaphysik des Aristoteles sowie Fragmente aus anderen Werken. Syrianos kommentierte nicht die gesamte Metaphysik, sondern nur bestimmte aus neuplatonischer Sicht wichtige Teile. Von seiner Behandlung von Platons Dialog Phaidros vermittelt der auf seinem Unterricht basierende Phaidros-Kommentar seines Schülers Hermeias (Hermias) von Alexandria einen Eindruck.
Verloren sind eine Anzahl weiterer Werke, darunter ein Homer-Kommentar in sieben Büchern, Schriften über die Götter bei Homer und über orphische Theologie, eine Darlegung der Übereinstimmung von Orpheus, Pythagoras und Platon hinsichtlich der Orakel in zehn Büchern, ein Kommentar zu Platons Politeia in vier Büchern sowie weitere Kommentare zu Werken Platons und des Aristoteles. Bezeugt ist ferner ein Hymnos auf Achilleus.

## Lehre
Syrianos war stark von dem Neuplatoniker Iamblichos beeinflusst, wich aber auch gelegentlich von dessen Lehren ab. Er teilte die bei Neuplatonikern verbreitete Überzeugung des Iamblichos, dass die Philosophie Platons mit derjenigen des Pythagoras völlig übereinstimme und die reine Wahrheit enthalte. Der so aufgefasste Platonismus steht nach dieser Deutung auch mit den Lehren von Homer, Parmenides, Empedokles, Sokrates und der frühen Neuplatoniker völlig in Einklang. Aristoteles hingegen wird beschuldigt, in bestimmten Fragen von der wahrheitsgemäßen Auffassung dieser Tradition abgewichen zu sein. Daher bemühte sich Syrianos in seinem Kommentar zur Metaphysik des Aristoteles, dessen Kritik an der pythagoreisch-platonischen Metaphysik zu widerlegen. Damit wollte er insbesondere verhindern, dass Philosophiestudenten sich vom Platonismus abwandten. In seiner Phaidros-Kommentierung betonte er, dass Sokrates ein Botschafter aus einer göttlichen Welt gewesen sei, der die herabgesunkenen Seelen der Menschen erlösen wollte.
Nach dem Vorbild des Iamblichos gliedert Syrianos die dem Menschen zugängliche Wirklichkeit hierarchisch in drei Hauptebenen: die intuitiv erfassbare Welt des Nous zuoberst, darunter den Bereich der Verstandestätigkeit, des diskursiven Denkens, und zuunterst die Welt der Sinnesobjekte und der auf deren Wahrnehmung bezogenen irrtumsanfälligen Meinungen. Die von der Ebene des Nous herabgesunkenen, in der Welt der Vergänglichkeit umherirrenden Seelen seien befähigt, mit Hilfe der eigenständig existierenden mathematischen Objekte, zu denen alle Menschen von Natur aus potentiell Zugang besitzen, die physische Welt zu begreifen und wissenschaftliche Beweise zu führen, weil der vom Demiurgen hervorgebrachte Kosmos nach mathematischen Prinzipien konstruiert sei. Syrianos argumentiert: Wären die universalen Prinzipien und insbesondere die mathematischen Aussagen – wie Aristoteles meinte – aus der Wahrnehmung der Sinnesobjekte durch Abstraktion abgeleitet, so käme ihnen nicht der Rang primärer und gesicherter Tatsachen zu. Einen solchen Rang setze jedoch ihre Verwendung in wissenschaftlichen Beweisführungen voraus (besonders nach Aristoteles’ eigenem Wissenschaftsverständnis); die Wissenschaft führe physische Phänomene auf die ihnen zugrunde liegenden universalen Prinzipien zurück.
Höher als die Verstandestätigkeit der Mathematiker steht für Syrianos die intuitive Wahrnehmung metaphysischer Gegebenheiten. Bei den Zahlen unterscheidet er zwischen den gewöhnlichen, die physische Welt prägenden, aus Einheiten zusammengesetzten und daher addierbaren Zahlen (monadikoí arithmoí) und den intuitiv wahrnehmbaren Zahlen der Ideenwelt (eidētikoí arithmoí). Die Letzteren stellen das unveränderliche Wesen von Zweiheit, Dreiheit usw. dar und bestehen daher nicht aus Einheiten, durch deren Addition oder Subtraktion sie verändert werden könnten. Die reale, separate Existenz dieser Zahlen verteidigt Syrianos gegen Aristoteles. Er sieht in ihnen schöpferische Prinzipien, wirkende Kräfte, deren Abbilder und Wirkungen die gewöhnlichen Zahlen seien, mit denen die Mathematiker rechnen.
In der Seelenlehre vertrat Syrianos die Auffassung, dass in jeder der endlos aufeinanderfolgenden Weltperioden jede menschliche Seele mindestens einmal in die physische Welt hinabsinken müsse. Wie die anderen späten Neuplatoniker verwarf er die Ansicht Plotins, dass menschliche Seelen im Verlauf der Seelenwanderung in Tierleiber eintreten können; dies hielt er wegen eines prinzipiellen Gegensatzes zwischen dem Vernunftbegabten und dem Vernunftlosen für unmöglich.

## Nachwirkung
Stark war der Einfluss des Syrianos auf seinen Schüler Proklos, der selbst auf das, was er dem Lehrer verdankte, hinwies. Die späteren Neuplatoniker in Athen betrachteten Syrianos als Autorität; er erhielt bei ihnen den Beinamen „der Große“. Mit der nur indirekt überlieferten Phaidros-Kommentierung setzte sich in der Renaissance der Humanist Marsilio Ficino auseinander.

## Textausgaben (teilweise mit Übersetzung)
- Wilhelm Kroll (Hrsg.): Syriani in metaphysica commentaria (= Commentaria in Aristotelem Graeca Bd. 6.1). Reimer, Berlin 1902 (kritische Ausgabe)
- Hugo Rabe (Hrsg.): Syriani in Hermogenem commentaria. 2 Bände, Teubner, Leipzig 1892–1893 (kritische Ausgabe; Band 1 und Band 2 online)
- Paul Couvreur (Hrsg.): Hermiae Alexandrini in Platonis Phaedrum scholia. Olms, Hildesheim 1971 (Nachdruck der kritischen Ausgabe Paris 1901), ISBN 3-487-04066-2
- Rosa Loredana Cardullo (Hrsg.): Siriano, esegeta di Aristotele (griechische Texte, italienische Übersetzung und Kommentar)
  - Bd. 1: Frammenti e testimonianze dei commentari all’Organon, La Nuova Italia, Firenze 1995, ISBN 88-221-1665-8
  - Bd. 2: Frammenti e testimonianze del commentario alla Fisica, Catania 2000
- Sarah Klitenic Wear (Hrsg.): The Teachings of Syrianus on Plato's Timaeus and Parmenides. Brill, Leiden/Boston 2011, ISBN 978-90-04-19290-4 (die Fragmente von Syrianos' Kommentaren zu Platons Dialogen Timaios und Parmenides; kritische Ausgabe mit englischer Übersetzung und Kommentar)

## Übersetzungen
- Dominic O’Meara, John Dillon (Übersetzer): Syrianus: On Aristotle, Metaphysics 3–4. Duckworth, London 2008, ISBN 978-0-7156-3665-7
- John Dillon, Dominic O’Meara (Übersetzer): Syrianus: On Aristotle, Metaphysics 13–14. Bloomsbury, London 2014, ISBN 978-0-7156-3574-2
- Hildegund Bernard (Übersetzerin): Hermeias von Alexandrien: Kommentar zu Platons „Phaidros“. Mohr, Tübingen 1997, ISBN 3-16-146803-1.